# NGC 4376
NGC 4376 este o galaxie situată în constelația Fecioara. A fost descoperită în 2 februarie 1786 de către William Herschel. Se află la o distanță de 21,68 de megaparseci de Pământ.